# Grand Prix Formule 1 van Rusland 2019
De Grand Prix Formule 1 van Rusland 2019 werd gehouden op 29 september op het Sochi Autodrom in Sotsji. Het was de zestiende race van het kampioenschap.

## Vrije trainingen

### Uitslagen
- Er wordt enkel de top-5 weergegeven.

| Vrije training 1 | Pos | No | Coureur          | Constructeur   | Tijd     |
| ---------------- | --- | -- | ---------------- | -------------- | -------- |
| Vrije training 1 | 1   | 16 | Charles Leclerc  | Ferrari        | 1:34.462 |
| Vrije training 1 | 2   | 33 | Max Verstappen   | Red Bull-Honda | 1:34.544 |
| Vrije training 1 | 3   | 5  | Sebastian Vettel | Ferrari        | 1:35.005 |
| Vrije training 1 | 4   | 77 | Valtteri Bottas  | Mercedes       | 1:35.198 |
| Vrije training 1 | 5   | 44 | Lewis Hamilton   | Mercedes       | 1:35.411 |
| Vrije training 2 | Pos | No | Coureur          | Constructeur   | Tijd     |
| Vrije training 2 | 1   | 33 | Max Verstappen   | Red Bull-Honda | 1:33.162 |
| Vrije training 2 | 2   | 16 | Charles Leclerc  | Ferrari        | 1:33.497 |
| Vrije training 2 | 3   | 77 | Valtteri Bottas  | Mercedes       | 1:33.808 |
| Vrije training 2 | 4   | 44 | Lewis Hamilton   | Mercedes       | 1:33.960 |
| Vrije training 2 | 5   | 5  | Sebastian Vettel | Ferrari        | 1:34.201 |
| Vrije training 3 | Pos | No | Coureur          | Constructeur   | Tijd     |
| Vrije training 3 | 1   | 16 | Charles Leclerc  | Ferrari        | 1:32.733 |
| Vrije training 3 | 2   | 5  | Sebastian Vettel | Ferrari        | 1:33.049 |
| Vrije training 3 | 3   | 44 | Lewis Hamilton   | Mercedes       | 1:33.129 |
| Vrije training 3 | 4   | 77 | Valtteri Bottas  | Mercedes       | 1:33.354 |
| Vrije training 3 | 5   | 33 | Max Verstappen   | Red Bull-Honda | 1:34.227 |

## Kwalificatie
Charles Leclerc behaalde voor Ferrari zijn zesde pole position van het seizoen en zijn vierde pole position op een rij. Mercedes-coureur Lewis Hamilton zette de tweede tijd neer, terwijl Ferrari-rijder Sebastian Vettel zich als derde kwalificeerde. Max Verstappen zette voor Red Bull de vierde tijd neer, nog voor de Mercedes-coureur Valtteri Bottas. McLaren-coureur Carlos Sainz jr. kwalificeerde zich als zesde, met de Renault van Nico Hülkenberg en de McLaren van Lando Norris op de plaatsen zeven en acht. De top 10 werd afgesloten door Haas-coureur Romain Grosjean en Renault-rijder Daniel Ricciardo.

### Kwalificatie-uitslag
| Pos                 | No | Coureur            | Constructeur              | Q1        | Q2       | Q3       | Grid |
| ------------------- | -- | ------------------ | ------------------------- | --------- | -------- | -------- | ---- |
| 1                   | 16 | Charles Leclerc    | Ferrari                   | 1:33.613  | 1:32.434 | 1:31.628 | 1    |
| 2                   | 44 | Lewis Hamilton     | Mercedes                  | 1:33.230  | 1:33.134 | 1:32.030 | 2    |
| 3                   | 5  | Sebastian Vettel   | Ferrari                   | 1:33.032  | 1:32.536 | 1:32.053 | 3    |
| 4                   | 33 | Max Verstappen     | Red Bull-Honda            | 1:33.368  | 1:32.634 | 1:32.310 | 9    |
| 5                   | 77 | Valtteri Bottas    | Mercedes                  | 1:33.413  | 1:33.281 | 1:32.632 | 4    |
| 6                   | 55 | Carlos Sainz jr.   | McLaren-Renault           | 1:34.184  | 1:33.807 | 1:33.222 | 5    |
| 7                   | 27 | Nico Hülkenberg    | Renault                   | 1:34.236  | 1:33.898 | 1:33.289 | 6    |
| 8                   | 4  | Lando Norris       | McLaren-Renault           | 1:34.201  | 1:33.275 | 1:33.301 | 7    |
| 9                   | 8  | Romain Grosjean    | Haas-Ferrari              | 1:34.283  | 1:33.643 | 1:33.517 | 8    |
| 10                  | 3  | Daniel Ricciardo   | Renault                   | 1:34.138  | 1:33.862 | 1:33.661 | 10   |
| 11                  | 10 | Pierre Gasly       | Toro Rosso-Honda          | 1:34.456  | 1:33.950 |          | 16   |
| 12                  | 11 | Sergio Pérez       | Racing Point-BWT Mercedes | 1:34.336  | 1:33.958 |          | 11   |
| 13                  | 99 | Antonio Giovinazzi | Alfa Romeo-Ferrari        | 1:34.755  | 1:34.037 |          | 12   |
| 14                  | 20 | Kevin Magnussen    | Haas-Ferrari              | 1:33.889  | 1:34.082 |          | 13   |
| 15                  | 18 | Lance Stroll       | Racing Point-BWT Mercedes | 1:34.287  | 1:34.233 |          | 14   |
| 16                  | 7  | Kimi Räikkönen     | Alfa Romeo-Ferrari        | 1:34.840  |          |          | 15   |
| 17                  | 63 | George Russell     | Williams-Mercedes         | 1:35.356  |          |          | 17   |
| 18                  | 88 | Robert Kubica      | Williams-Mercedes         | 1:36.474  |          |          | 18   |
| 19                  | 23 | Alexander Albon    | Red Bull-Honda            | 1:39.197  |          |          | Pit  |
| 107% tijd: 1:39.544 |    |                    |                           |           |          |          |      |
| 20                  | 26 | Daniil Kvjat       | Toro Rosso-Honda          | geen tijd |          |          | 19   |

Notities
1. 1 2  Max Verstappen en Pierre Gasly ontvingen een gridstraf van 5 posities omdat zij meer motoronderdelen hadden vervangen dan het quotum toestond.
2. 1 2  Robert Kubica en Daniil Kvjat moeten achteraan starten omdat zij meer motoronderdelen hadden vervangen dan het quotum toestond. Hiernaast had Kvjat zich oorspronkelijk niet gekwalificeerd omdat hij tijdens de kwalificatie geen tijd had neergezet. Hij mocht de race wel van start gaan omdat hij tijdens de vrije trainingen tijden had gereden die snel genoeg waren.
3. ↑  Alexander Albon ontving een gridstraf van 5 posities omdat hij meer motoronderdelen had vervangen dan het quotum toestond. Na een crash in de kwalificatie verving hij de vloer, de versnellingsbak en de motor van zijn auto, waardoor hij vanuit de pitstraat moest starten.

## Wedstrijd
De race werd gewonnen door Lewis Hamilton, die zijn negende zege van het seizoen behaalde. Hamilton en zijn teamgenoot Valtteri Bottas, die als tweede eindigde, profiteerden van een virtual safety car (veroorzaakt door het stilvallen van Sebastian Vettel) om zo hun pitstop te maken, terwijl Charles Leclerc kort daarvoor al nieuwe banden had gehaald. Leclerc eindigde hierdoor achter de Mercedes-coureurs als derde. Max Verstappen eindigde als vierde, nog voor zijn teamgenoot Alexander Albon, die vanuit de pitstraat de race moest aanvangen. Carlos Sainz jr. eindigde als zesde en wist Racing Point-coureur Sergio Pérez achter zich te laten. Haas-coureur Kevin Magnussen kwam als achtste over de finish, maar hij ontving een tijdstraf van vijf seconden omdat hij de tweede bocht afsneed en hierbij voordeel behaalde. Hierdoor werd hij als negende in de einduitslag opgenomen, achter Lando Norris. De top 10 werd afgesloten door Nico Hülkenberg.

### Race-uitslag
| Pos. | No. | Coureur            | Constructeur              | Rondes | Tijd/Oorzaak uitval | Grid | Punten |
| ---- | --- | ------------------ | ------------------------- | ------ | ------------------- | ---- | ------ |
| 1    | 44  | Lewis Hamilton     | Mercedes                  | 53     | 1:33:38.992         | 2    | 26S    |
| 2    | 77  | Valtteri Bottas    | Mercedes                  | 53     | +3.829              | 4    | 18     |
| 3    | 16  | Charles Leclerc    | Ferrari                   | 53     | +5.212              | 1    | 15     |
| 4    | 33  | Max Verstappen     | Red Bull-Honda            | 53     | +14.210             | 9    | 12     |
| 5    | 23  | Alexander Albon    | Red Bull-Honda            | 53     | +38.348             | Pit  | 10     |
| 6    | 55  | Carlos Sainz jr.   | McLaren-Renault           | 53     | +45.889             | 5    | 8      |
| 7    | 11  | Sergio Pérez       | Racing Point-BWT Mercedes | 53     | +48.728             | 11   | 6      |
| 8    | 4   | Lando Norris       | McLaren-Renault           | 53     | +57.749             | 7    | 4      |
| 9    | 20  | Kevin Magnussen    | Haas-Ferrari              | 53     | +58.779             | 13   | 2      |
| 10   | 27  | Nico Hülkenberg    | Renault                   | 53     | +59.841             | 6    | 1      |
| 11   | 18  | Lance Stroll       | Racing Point-BWT Mercedes | 53     | +1:00.821           | 14   |        |
| 12   | 26  | Daniil Kvjat       | Toro Rosso-Honda          | 53     | +1:02.496           | 19   |        |
| 13   | 7   | Kimi Räikkönen     | Alfa Romeo-Ferrari        | 53     | +1:08.910           | 15   |        |
| 14   | 10  | Pierre Gasly       | Toro Rosso-Honda          | 53     | +1:10.076           | 16   |        |
| 15   | 99  | Antonio Giovinazzi | Alfa Romeo-Ferrari        | 53     | +1:13.346           | 12   |        |
| DNF  | 88  | Robert Kubica      | Williams-Mercedes         | 28     | Teruggetrokken      | 18   |        |
| DNF  | 63  | George Russell     | Williams-Mercedes         | 27     | Remmen              | 17   |        |
| DNF  | 5   | Sebastian Vettel   | Ferrari                   | 26     | Motor               | 3    |        |
| DNF  | 3   | Daniel Ricciardo   | Renault                   | 24     | Schade ongeluk      | 10   |        |
| DNF  | 8   | Romain Grosjean    | Haas-Ferrari              | 0      | Ongeluk             | 8    |        |

S Lewis Hamilton behaalde een extra punt voor het rijden van de snelste ronde.

## Tussenstanden wereldkampioenschap
Betreft tussenstanden voor het wereldkampioenschap na afloop van de race.

### Coureurs
| Positie | No. | Rijder           | Team             | Punten |
| ------- | --- | ---------------- | ---------------- | ------ |
| 01      | 44  | Lewis Hamilton   | Mercedes         | 322    |
| 02      | 77  | Valtteri Bottas  | Mercedes         | 249    |
| 03      | 16  | Charles Leclerc  | Ferrari          | 215    |
| 04      | 33  | Max Verstappen   | Red Bull-Honda   | 212    |
| 05      | 5   | Sebastian Vettel | Ferrari          | 194    |
| 06      | 10  | Pierre Gasly     | Toro Rosso-Honda | 69     |
| 07      | 55  | Carlos Sainz jr. | McLaren-Renault  | 66     |
| 08      | 23  | Alexander Albon  | Red Bull-Honda   | 52     |
| 09      | 4   | Lando Norris     | McLaren-Renault  | 35     |
| 10      | 3   | Daniel Ricciardo | Renault          | 34     |

### Constructeurs
| Positie | Team                      | Punten |
| ------- | ------------------------- | ------ |
| 01      | Mercedes                  | 571    |
| 02      | Ferrari                   | 409    |
| 03      | Red Bull-Honda            | 311    |
| 04      | McLaren-Renault           | 101    |
| 05      | Renault                   | 68     |
| 06      | Toro Rosso-Honda          | 55     |
| 07      | Racing Point-BWT Mercedes | 52     |
| 08      | Alfa Romeo-Ferrari        | 35     |
| 09      | Haas-Ferrari              | 28     |
| 10      | Williams-Mercedes         | 1      |